# Daniel Klemme
Pour les articles homonymes, voir Klemme.
Daniel Klemme est un coureur cycliste allemand né le 29 décembre 1991 à Lemgo.
Son frère Dominic est lui aussi coureur professionnel entre 2006 et 2014.

## Biographie
Daniel commence le cyclisme dès 5 ans, poussé par sa mère à faire du sport. Il développe des capacités pour le sprint et comme son frère pour les classiques pavés. Il rêve de gagner Milan-San Remo ou Paris-Roubaix. Il récolte tout au long de sa carrière junior de nombreuses places d'honneurs. Il signe pour la saison 2013 dans l'équipe Leopard-Trek Continental. Il y récolte deux victoires lors du Tour de Chine II en fin de saison.

## Palmarès
- 2010
  - 3e de la Rund um den Elm
- 2011
  - 3e de la Westfalen Preis
- 2013
  - 1re et 5e étapes du Tour de Chine II
  - 2e du Tour de Chine II

## Classements mondiaux
| Année            | 2013 | 2014 |
| ---------------- | ---- | ---- |
| UCI Asia Tour    | 18e  | 353e |
| UCI Oceania Tour |      | 32e  |
| UCI Europe Tour  |      | 781e |